# Sebastian (musikalbum)
Sebastian är Idol-tvåan från 2005 Sebastian Karlssons debutalbum, släppt 1 mars 2006.
Albumet innehåller både nyskrivna pop- och rocklåtar men också covers som David Bowies Life On Mars och Rolling Stones Start Me Up. Skivan är producerad av Peter Kvint som även har varit med och skrivit några av låtarna. Även låtskrivaren och artisten Andreas Johnson har varit med och skrivit låten Stay Real tillsammans med Kvint. Albumet har sålt guld.

## Låtar
(* tyder på singel)
1. Indifferent*
2. Bring Me Some Water
3. Do What You're Told*
4. Life On Mars
5. Birthmarks
6. This House Is Not For Sale
7. Stay Real
8. Start Me Up
9. Human
10. Diamond

## Försäljningslistor
Sebastian gick upp på Sveriges Radio P3s Albumlista vecka 10, och lämnade listan efter 15 veckor, varav två veckor på första plats.
| Position | 1 | 2 | 1 | 2 | 4 | 6 | 7 | 11 | 11 | 17 | 27 | 36 | 36 | 39 | 49 |

Do What You're Told gick upp på Hitlistan vecka 6, och lämnade listan efter 24 veckor, varav fyra på första plats.
| Position | 1 | 1 | 1 | 1 | 2 | 2 | 8 | 10 | 10 | 14 | 13 | 19 | 27 | 23 | 29 | 30 | 42 | 52 | 42 | 57 | 58 | 40 | 44 | 58 |

Indifferent gick upp på Hitlistan vecka 18, och lämnade listan efter 4 veckor.
| Position | 38 | 44 | 57 | 52 |

## Listplaceringar
| Lista (2006-2008) | Topplacering |
| ----------------- | ------------ |
| Sverige           | 1            |